# Egon Rusina
Egon Rusina (* 15. Juli 1949 in St. Ulrich in Gröden; eigentlich Egon Moroder) ist ein italienischer Maler und Illustrator. Er lebt mit Frau und Tochter in St. Ulrich.

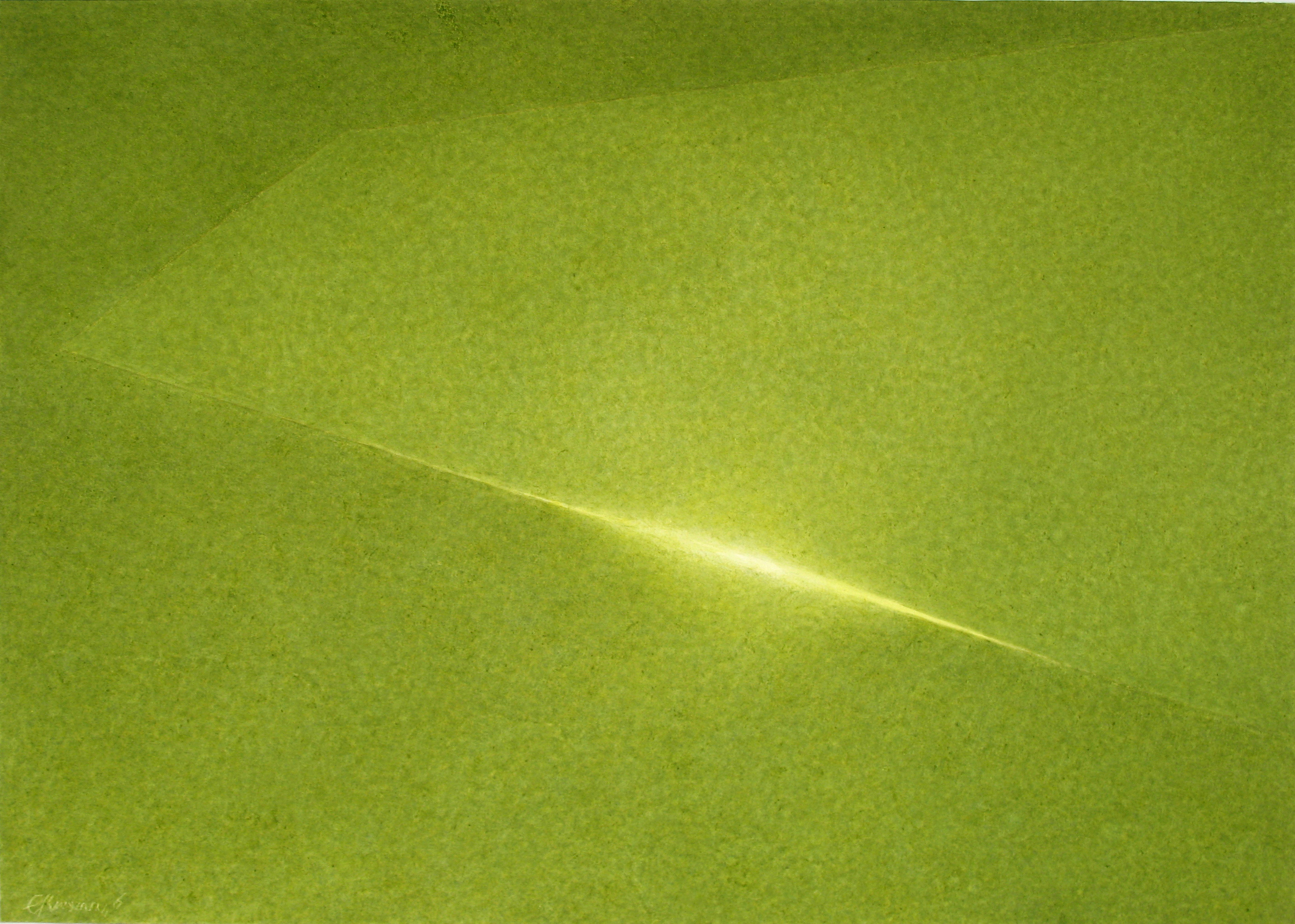
Bild Egon Moroder Rusinas aus der Reihe "Samsara Niflheim" – Gouache auf Papier

## Leben

### Herkunft und Ausbildung
Egon Rusina entstammt der Künstlerfamilie Moroder aus Südtirol. Er ist ein Sohn von Alex Moroder und Paula Grossrubatscher-Rusina. Nach Beendigung der Mittelschule 1964 erlernte er in einer Grödner Werkstätte die Holzschnitzkunst. Gleichzeitig besuchte er die Kunstschule in St. Ulrich, wo er unter Markus Vallazza das Zeichnen studierte. Zwischen 1967 und 1968 war er Kunststudent in Florenz und auch an den Studentenbewegungen 1968/69 beteiligt. Er entwickelte ein starkes politisch-soziales Engagement.

### Brixner Mittelschule
Von 1969 bis 1973 unterrichtete er als Kunsterzieher an der Brixner Mittelschule und war zur selben Zeit im Kreis für Kunst und Kultur (Circolo) in St. Ulrich aktiv. Es entstanden die ersten Versuchsausstellungen: im August 1970 experimentierte er im Ausstellungsraum des Circolo mit Kybernetik; ein Lichterspiel aus diskontinuierlichen Bewegungen undefinierbarer Objekte in Verbindung mit elektronischer Musik sollte dem Besucher ein Gefühl von Unruhe vermitteln. Im August 1971 baute er eine 15 m lange und 2 m hohe Igel-Installation. Gleichzeitig beschäftigte er sich mit gemeindepolitischer Satire durch das Zeichnen und Verteilen von Plakaten und Flugblättern. 1973 kündigte er seine Lehrstelle, reiste nach München und lebte dort ein Jahr als Zeichner.

### Heimatliches Gebirge und Schlachthof

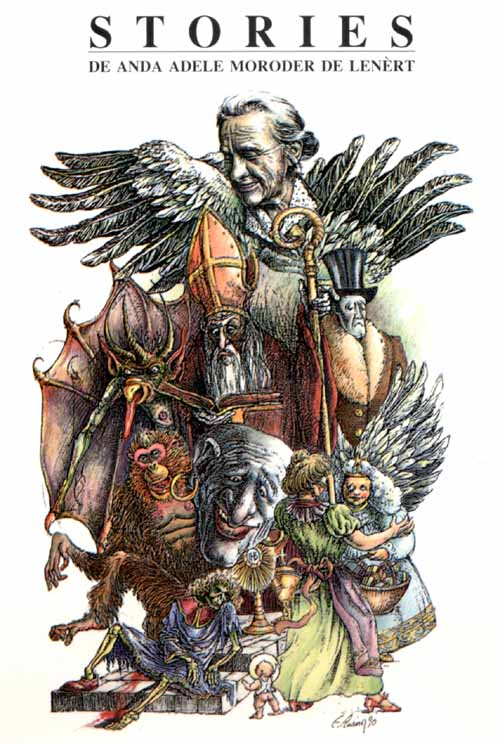
Titelzeichnung für das Erzählungsbuch von Adele Moroder

Von 1975 bis 1979 verarbeitete er die Thematik „Fleisch, Blut und Knochen, Leben und Tod“ in diversen Zeichnungen und Gemälden, die im Gebirge und auf einem Schlachthof entstanden. Er verwendete teilweise Blut als Farbstoff und gebrauchte zum ersten Mal die Finger anstelle des Pinsels. „Das Große Glück“ von Albrecht Dürer inspirierte eine Reihe skurriler Bilder.

### Sozialkritischer Realismus
In die Öffentlichkeit trat er mit Performances und Karikaturen politisch-sozialkritischer Natur. In Zusammenarbeit mit anderen Künstlern aus Südtirol entstanden Ausstellungen in Bozen (Pavillon De Fleur), Meran (Rathausgalerie) und Brixen (Palais Palfi). Seine Werke wurden in Wien (Bevilacqua La Masa), Venedig (Galerie Aleph) und Mailand (Galerie Piccinini-Cortina) gezeigt. Zu jener Zeit zeichnete er Karikaturen für Südtiroler Zeitungen in deutscher, italienischer und ladinischer Sprache wie Usc di Ladins, Alto Adige, FF-Illustrierte, Skolast, Südtiroler Arbeiterzeitung, Alternative (KPI), Sturzflüge und Distel.
In einer Kollektivausstellung 1983 auf Schloss Prösels bei Völs am Schlern wurde seine Hexenverbrennungs-Installation in den Keller geworfen und zusammengehackt. Wegen einer Videoinstallation wurde Rusina vom Staatsanwalt wegen Schmähung der Staatsreligion und Obszönität angeklagt, doch vom Untersuchungsrichter freigesprochen.

### Cartoons und Karikaturen
Die Watten-Spielkarten Rusinas mit Südtiroler Prominenz (Auflage: 30.000 Exemplare) waren sehr erfolgreich. 1997 erschien das Buch Viecherei, eine Sammlung von über 80 Cartoons und Karikaturen. Eine weitere Watten-Spielkartenserie „Prominente Frauen“ erschien im Jahr 2002. Karikaturen von Südtiroler Frauen wurden dabei mehr oder weniger provokatorisch auf Spielkarten verewigt.
Eine dritte satirische Version der Watten-Spielkarten erschien im November 2009 mit Welt- und lokaler Südtiroler Prominenz.

### Phantastischer Realismus

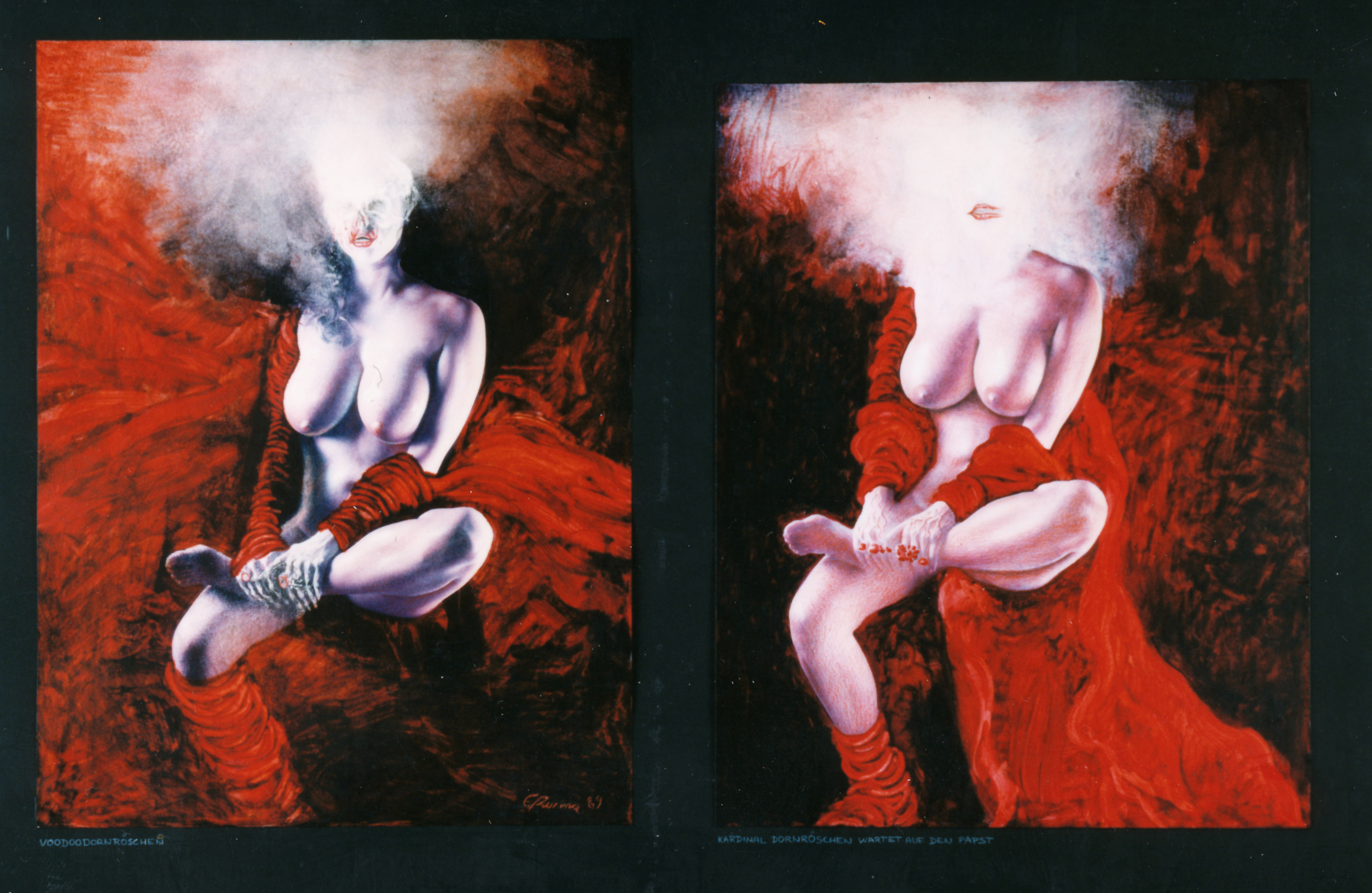
Bilder aus dem "Dornrößchen" Zyklus (1986–1993)

Erstmals stellt Rusina 1991 seine Bergbilder in Südtirol aus. Mit Das weiße Reh 1994 im Kreis für Kunst und Kultur in St. Ulrich zeigt Rusina Schneedecken hoch auf der Raschötzer Alm. Mit der Vorstellung der CD der Serie Nemesis in der Galerie Art Forum in Meran 1999 schloss Rusina seine Arbeit im Stile des Phantastischen Realismus ab.

### Herz aus Stein
Ab dem Jahr 2000 malte Rusina in den Bergen, meistens die Raschötzer Alm. Er arbeitete an zwei Projekten: das in der Winter-Thematik gehaltene Schnee ist eine Zusammenstellung von Bildern und Videofilm das Sommer-Pendant Auflösung eine Bilderserie. Rusina gab zu jener Zeit seiner Produktion den Namen Herz aus Stein, um im Titel derselben Ausstellung seine Gefühlsnähe an die Natur Ausdruck zu geben.
Kunst Meran zeigte im Haus der Sparkasse Berg-Bilder von Giovanni Segantini, Alberto und Giovanni Giacometti, Ernst Ludwig Kirchner, Richard Long, Gerhard Richter, Max Weiler, Vittorio Sella, Mario Sironi u. v. a. Rusina präsentierte eine große Wand mit einem Zyklus von Felsenmalerei.

### Auflösung in der Natur
Seit fünfzehn Jahren lebt Rusina im Sommer auf etwa 2000 m Höhe im Wald. Weitab der Zivilisation dient ihm ein kleines Zelt als Behausung, das er mit drei Ziegen und ein paar Hennen teilt.
2003 entstanden die Malstudien über die Kondensstreifen der Flugzeuge am Himmel der Dolomiten (Alitalia), seit 2004 arbeitet Rusina an der Studie Samsara-Niflheim.

## Künstlerischer Wandel
Das Werk des Künstlers Rusina ist vom Unbehagen an der Gesellschaft Südtirols und zugleich von der Anziehungskraft seiner ladinischen Heimat und Berge geprägt. Es erfuhr dadurch einen kontinuierlichen Wandel der Form und der ästhetischen Ausdruckskraft. Von der Satire, der Karikatur oder dem Cartoon und phantastischen Realismus gelangte sein Schaffen zur monochromen Malerei, die laut Rusina Ruhe, Tod und Unendlichkeit der Natur darstellt. Das „Nichts“ oder die „Leere“ – so von Rusina selbst genannt – sollen in seinen letzten Arbeiten Ausdruck finden.

## Ausstellungen

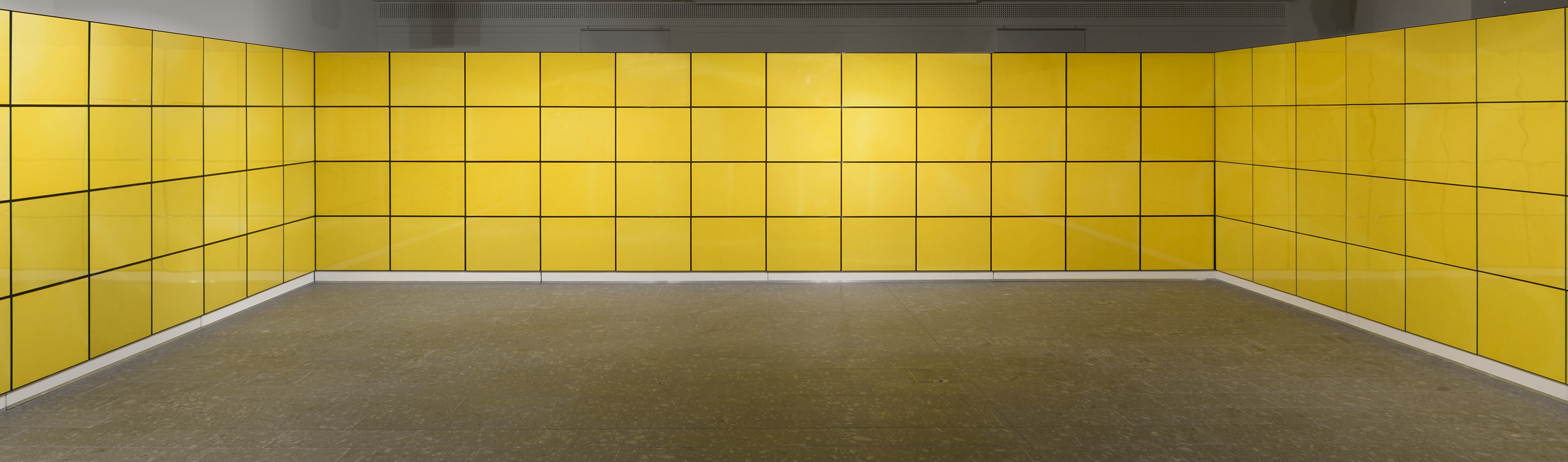
Ausstellung Ghialar 2016

- 1993 im Stadtmuseum Klausen wurde der erotische Zyklus "Dornrößchen" der Öffentlichkeit vorgestellt.
- Und der Berg ist Fleisch geworden hieß die Ausstellung, die vom Landeskulturassessor Dr. Bruno Hosp 1991 in St. Magdalena in Villnöss eröffnet wurde.
- Rusinas politische Karikaturen wurden in verschiedenen Südtiroler Ortschaften (Bozen, Sterzing, Vilpian) zwischen 1995 und 1997 gezeigt.
- Im alten Tunnel der damaligen Grödner Eisenbahn (Baujahr 1917) stellte er im Oktober 2000 den Zyklus Auflösung aus.
- Im August 2007 wurde in einer Gruppenausstellung im Grand Hotel Toblach die Kreation Aura in Aere präsentiert.
- Das Museum Ladin Ćiastel de Tor im Gadertal würdigte im Frühjahr 2007 den Künstler mit den Gesamtzyklen Samsara-Niflheim (2006–2008) und Die gelbe Leere (2008–2011)[6].
- Der Absolute Schlaf in der Stadtgalerie Brixen, Große Lauben, Brixen 2010.[7]
- Ghialar im Istitut Ladin Micurá de Rü, St. Martin in Thurn, 2016[8]

## Bibliografie (Auswahl)
- Mec, Markus Schenk und Egon Moroder Rusina: Caricatures de Mec y Egon Rusina. Edizions L Brunsin. St. Ulrich 1986.
- Egon Moroder Rusina: Viecherei. Eine Sammlung von Cartoons und Karikaturen. Herausgeber: Südtiroler Wochenzeitschrift „FF“. Bozen 1997.
- Egon Moroder Rusina: Das kleine Wörterbuch des Antikünstlers Egon Urban Maria Rusina. Aus: Solveig Freericks, Franz Pichler, Isolde Tappeiner: Der Alltag ist unsere Kultur. Druck Union Meran 2000. S. 239–240.

## Filmographie
- Traudi Messini: Purismus – der Maler Egon Rusina. Dauer: 20 Minuten. RAI TV Bozen 2000.
- Hans-Dieter Hartl, Helmuth Lechthaler: Rund um die Sella. Bayerischer Rundfunk 2008.
- Karl Prossliner: Egon Rusina – Die Ahnung vom unendlich leeren Raum. 22. internationales Berg abenteuer Filmfestival Graz, Deutsch, 17 Minuten[9]